# 2012~2013년 남태평양 사이클론
2012~2013년 남태평양 사이클론 (2012~2013 South Pacific cyclone season)은 남태평양에서 2012년 7월부터 2013년 6월까지 발생한 사이클론들의 활동에 대해 기록한 문서이다. 남태평양 사이클론은 주로 11월 1일부터 이듬해 4월 30일 사이에 발생한다. 11월 6일 제1호 열대요란의 발생을 시작으로, 2013년 6월 30일까지 22개의 열대요란, 10개의 열대저기압, 5개의 사이클론, 4개의 강한 사이클론이 발생하였다.

## 활동한 사이클론

### 제4호 강한 사이클론 에반
12월 9일, RSMC 나디에서 남태평양 수렴대 안에서 발생한 피지 비치레부섬 수바에서 북동쪽으로 700 km 떨어진 곳의 약한 열대저기압을 주시했다. 점차 발달하여 12월 11일, 미국 합동태풍경보센터(JTWC)에서 사이클론 04P로 주시하기 시작했다. 12월 12일 1등급 사이클론으로 발달하여 "에반"(Evan)이라는 이름으로 명명되었다. 같은 날 2등급 사이클론으로 발달하였고, JTWC에서도 1등급 허리케인과 동등한 세기로 발달하였다고 발표했다. 12월 13일, 2등급의 세력으로 사모아를 강타하여, 수도인 아피아에 큰 피해를 끼쳤다. 시속 175 km까지의 돌풍이 기록되었을 정도다. 사모아를 관통하는 동안 구름이 낀 사이클론의 눈이 생성되어 12월 14일 오전 6시 (UTC) 3등급 강한 사이클론으로 발달하였다. JTWC에서도 마찬가지로 3등급 허리케인에 해당하는 세기를 가졌다고 발표했다. 이어서 사이클론 에반은 4등급 사이클론으로 발달하여 12월 17일 피지를 강타했다. 그 이후 점차 약화되기 시작하여 12월 19일 저기압으로 약화되어 소멸하였다.

### 제5호 강한 사이클론 프레다
12월 26일, RSMC 나디는 바누아투 포트빌라(Port Vila)에서 북쪽으로 1,075 km 떨어진 곳에 위치한 열대 요란을 주시하기 시작했다. 그 날 열대저기압으로 발달하였고, 이어서 1등급 사이클론으로 발달하여 "프레다"(Freda)라는 이름이 부여되었다. 12월 29일, 사이클론 프레다는 호주 근해로 이동하여 RSMC 나디는 주시를 중단하였다. 그러나 이동 방향을 남남동쪽으로 틀어, 다시 RSMC 나디의 감시 해역으로 진입했다.

### 제7호 사이클론 헬리
2월 7일, RSMC 나디는 제14호 열대요란이 낮은 연직 시어에 위치한 상층 고기압마루 아래에서 발생했다고 발표했다. 며칠 후, 열대요란은 사이클론 헬리(Haley)로 발달하였다. 2월 11일, RSMC 나디는 마지막 사이클론 정보를 발표하였고, 같은 날 열대저기압으로 약화되었다. 헬리의 저층 순환 중심이 완전히 드러나 있었으며, 서풍 시어에 의해 대류도 동쪽으로 치우쳐져 있어서 내부 구조가 쇠퇴한 것이다. 그래서 다음 날인 2월 12일 저기압으로 약화되어 소멸하였다.

### 다른 열대 저기압
사이클론으로 발달하지 못한 열대 저기압들의 최저 기압 및 활동 기간을 여기에 기록한다.
- 제1호 열대요란 (991 hPa)- 2012년 11월 6일 ~ 2012년 11월 7일
- 제2호 열대저기압 (1001 hPa)- 2012년 11월 18일 ~ 2012년 11월 24일
- 제3호 열대저기압 (997 hPa)- 2012년 12월 9일 ~ 2012년 12월 17일
- 제6호 열대저기압 (1005 hPa)- 2012년 12월 30일 ~ 2012년 12월 31일
- 제7호 열대요란 (1003 hPa)- 2013년 1월 7일 ~ 2013년 1월 9일
- 제8호 열대저기압 (999 hPa)- 2013년 1월 9일 ~ 2013년 1월 15일
- 제10호 열대요란 (1000 hPa)- 2013년 1월 26일 ~ 2013년 1월 28일
- 제11호 열대저기압 (995 hPa)- 2013년 1월 26일 ~ 2013년 1월 30일
- 제12호 열대요란 (1000 hPa)- 2013년 2월 2일
- 제13호 열대요란 (997 hPa)- 2013년 2월 3일 ~ 2013년 2월 7일
- 제15호 열대요란 (1004 hPa)- 2013년 2월 21일 ~ 2013년 2월 24일
- 제16호 열대요란 (998 hPa)- 2013년 2월 28일 ~ 2013년 3월 7일
- 제18호 열대요란 (1003 hPa)- 2013년 3월 12일 ~ 2013년 3월 15일
- 제19호 열대요란 (1006 hPa)- 2013년 3월 14일 ~ 2013년 3월 17일
- 제20호 열대요란 (1004 hPa)- 2013년 3월 27일 ~ 2013년 3월 30일
- 제21호 열대요란 (1007 hPa)- 2013년 4월 20일 ~ 2013년 4월 27일
- 제22호 열대요란 (993 hPa)- 2013년 4월 28일 ~ 2013년 5월 1일

## 같이 보기
- 2012~2013년 남서인도양 사이클론
- 2012~2013년 오스트레일리아 근해 사이클론
- 2012년 태풍
- 2013년 태풍